# Robert Kowalak
Robert Kowalak – polski ekonomista, dr hab. nauk ekonomicznych, profesor nadzwyczajny Instytutu Rachunkowości Wydziału Zarządzania, Informatyki i Finansów Uniwersytetu Ekonomicznego we Wrocławiu.

## Życiorys
24 lutego 2000 obronił pracę doktorską pt. Syntetyczne mierniki w ocenie kondycji finansowej przedsiębiorstwa, otrzymując doktorat, a 16 czerwca 2011 habilitował się na podstawie oceny dorobku naukowego i pracy zatytułowanej Benchmarking jako metoda zarządzania wspomagająca controlling przedsiębiorstwa.
Pracował w Katedrze Rachunkowości na Wydziale Zarządzania w Społecznej Wyższej Szkole Przedsiębiorczości i Zarządzania w Łodzi, oraz w Instytucie Rachunkowości na Wydziale Zarządzania i Informatyki Akademii Ekonomicznej im. Oskara Langego we Wrocławiu.
Pracuje na stanowisku profesora nadzwyczajnego Instytutu Rachunkowości Wydziału Zarządzania, Informatyki i Finansów Uniwersytetu Ekonomicznego we Wrocławiu.